# Nasdaq Inc
Nasdaq, Inc. - американська транснаціональна корпорація фінансових послуг, яка володіє та управляє трьома фондовими біржами в США: однойменною Nasdaq, Філадельфійською фондовою біржею та Бостонською фондовою біржею, а також сімома європейськими фондовими біржами: Nasdaq Copenhagen, Nasdaq Helsinki, Nasdaq Iceland, Nasdaq Riga, Nasdaq Stockholm, Nasdaq Tallinn та Nasdaq Vilnius. Штаб-квартира Nasdaq MarketSite знаходиться в Нью-Йорку, а її президентом і головним виконавчим директором є Адена Фрідман.
Історично європейські операції були відомі по назві компанії "OMX AB" ("Aktiebolaget Optionsmäklarna"/Helsinki Stock E"), яка була створена у 2003 році в результаті злиття "OM AB" та "HEX plc". З лютого 2008 року компанія входить до складу Nasdaq, Inc. (раніше відома як "Nasdaq OMX Group") Тепер європейські філії відомі разом як Nasdaq Nordic, що надають фінансові послуги та управляє ринками цінних паперів у скандинавських та балтийських регіонах Європи. 